# Schrammel glazba
Schrammel glazba (njem. Schrammelmusik, fonetizirano skr. šraml), vrsta je zabavne narodne glazbe izvođene na klasičnim glazbalima, nastala u Beču u 19. stoljeću. Nazvana je prezimenom dvojice braće, Johanna i Josepha Schrammela, skladatelja i violinista, koji su osnovavši trio, a potom i kvartet nastupima u bečkim gostionicama stekli popularnost iz koje se izrodio novi glazbeni pravac. Schrammel-kvartet čine svirači dvovrate gitare (poznate i kao Schrammel-gitara), klarinetist ili harmonikaš (često na tzv. Schramell-harmonici) te dvoje violinista. 

## Vanjske poveznice
|  | Zajednički poslužitelj ima još gradiva o temi Schrammelmusik |

- Schrammelmusik (njem.) u Katalogu Njemačke nacionalne knjižnice